# Tra moglie e marito (programma televisivo)
Tra moglie e marito è stato un programma televisivo italiano andato in onda su Canale 5 dal 28 settembre 1987 al 29 giugno 1991. La conduzione fu affidata a Marco Columbro, reduce dal precedente Studio 5, nel quale era andata in onda una versione "embrionale" del gioco.
Al programma vennero assegnati tre Telegatti, uno come "Programma rivelazione dell'anno" (1988) e due come "Miglior gioco" (1989 e 1990).
Dal 5 luglio 2021 il format è tornato in onda in Italia con un reboot trasmesso da Discovery Italia su Real Time col titolo D'amore e d'accordo.

## Storia
La trasmissione, nata in seguito alla cancellazione dal palinsesto del magazine di infotainment Studio 5 (condotto dallo stesso Marco Columbro assieme a Roberta Termali) che conteneva una primissima versione di Tra moglie e marito, iniziò il 28 settembre 1987 e si è concluso, dopo quattro edizioni, il 29 giugno 1991. Aveva un ruolo importante nel palinsesto di Canale 5, dovendosi scontrare con le edizioni serali delle testate giornalistiche della Rai, il TG1 ed il TG2, e dovendo precedere il programma di prima serata (che all'epoca iniziava alle 20:30), svolgendo così una funzione cardine per gli ascolti dell'ammiraglia Fininvest. Dal dicembre 1989 il programma cambiò orario, passando alle 19.30, cedendo la fascia oraria delle 20.25 a Striscia la notizia, che dopo l’esordio su Italia 1, traslocò su Canale 5, dove va in onda ancora oggi.
La trasmissione ha avuto anche delle puntate speciali, in cui i concorrenti erano personaggi famosi (Tra moglie e marito VIP); questa venne trasmessa nella stagione 1987-1988 all'interno del contenitore domenicale pomeridiano di Canale 5 La giostra, ed era condotta anch'essa da Marco Columbro; l'edizione con i VIP fu poi replicata per tutto il periodo estivo del 1988, nello stesso slot orario della versione canonica. 
Il programma diede vita anche a due spin-off: Cari genitori, condotto da Enrica Bonaccorti ed in seguito da Sandra Milo, con in gara delle squadre composte da genitori insieme a due figli, andato in onda su Canale 5 dal 1988 al 1991 nella fascia post-prandiale e successivamente su Rete 4 dal 1991 al 1992 prima nella fascia preserale e poi in quella mattutina, ed il meno fortunato Io, tu e mammà, condotto invece da Corrado Tedeschi, che vedeva in gara giovani coppie con le rispettive suocere, andato in onda brevemente su Rete 4 in seconda serata nell'autunno del 1992.
La trasmissione era prodotta da Margherita Caligiuri e curata da Fatma Ruffini; l'autore, invece, era Tullio Ortolani; alla regia si alternarono Rinaldo Gaspari per la prima stagione e Roberto Meneghin per le successive. Per la stagione 1991-1992, il programma non venne riconfermato, venendo sostituito dal quiz di Gerry Scotti Il gioco dei 9.
Il programma era realizzato negli studi di Cologno Monzese. La prima stagione, quella che ebbe anche il maggior successo con punte di ascolti medi sopra i 4.500.000, veniva registrata nello studio 6.
Durante la prima stagione e per i primi due mesi di produzione si registravano cinque puntate ogni pomeriggio ma in seguito, per tenere alta la qualità del programma, si passò a tre puntate ogni pomeriggio.

## Regolamento
La struttura del programma si basava sul format originale The Newlywed Game, ideato da Nick Nicholson e Roger Muir e condotto da Bob Eubanks dal 1966 al 1970 sulla statunitense ABC, ed era la seguente: tre coppie di mariti e mogli devono rispondere a una serie di quesiti, dapprima posti ai tre mariti e successivamente alle tre mogli, in modo che gli uni non possano ascoltare le risposte delle altre e viceversa. Le risposte date dai partecipanti vengono scritte su lavagnette. Dopodiché, vengono messi a confronto diretto i mariti e le mogli. Se una risposta data da un membro della coppia è concorde con quella data dall'altro membro il montepremi aumenta di 500.000 lire. La procedura poi si ripeterà, con domande dapprima poste, però, alle sole mogli, cui seguirà il ritorno in studio dei mariti per il controllo della veridicità delle risposte.

## Premi e riconoscimenti
- Telegatto come "Programma rivelazione dell'anno" (1988)[1];
- Telegatto come "Miglior gioco" (1989, 1990)[1].

## Citazioni
Una parodia della trasmissione venne proposta nel 1989 su Topolino, nella storia Minni e... la coppia ideale.